# إيلينا فيرانتي
إيلينا فيرانتي (بالإيطالية: Elena Ferrante)‏ هو الاسم المستعار لروائية ايطالية، والتي ولدت سنة 1943 بنابولي. أعمال فيرانتي المنشورة بالايطالية ترجمت لعدة لغات ولاقت نجاحًا لافتًا. أشهرها «صديقتي المذهلة» (L'amica genial) أو ما يعرف بالرباعية النابوليتانية. والتي حولتها شبكة HBO لمسلسل.
أدرجت مجلة تايم فيرانتي ضمن لائحة أكثر الشخصيات تأثيرا لعام 2016.

## الكتابة
فيرانتي هو الاسم المستعار لكاتبة ايطالية، كتبت العديد من الروايات أشهرها رباعيتها النابوليتانية.تروي الرباعية النابوليتانية قصة فتاتين ذكيتين ولدتا في نابولي سنة 1944 واللتان تحاولان صنع مستقبل في وسط يغذيه العنف وتسيطر عليه الثقافة الذكورية. تتكون الرباعية من صديقتي المذهلة (2012). حكاية الاسم الجديد (2013). الهاربون والباقون (2014). وحكاية الطفلة الضائعة (2015).و التي رشحت لجائزة جائزة ستريجا.
تقول فيرانتي «الكتب بمجرد أن تكتب فهي لا تحتاج لكاتبها»
تتمسك فيرانتي بسرية هويتها وتعتبرها عاملا أساسيا في عملهاكما تشدد أن بقاء هويتها سرية ضروري في عملها ككاتبة.

## الهوية السرية
رغم نجاحها المذهل عالميا، مازالت فيرانتي تخفي هويتها الحقيقية منذ نشرها لأول أعمالها سنة 1992. وهذا ما أدى لنظريات وتأويلات عديدة حول هويتها الحقيقية.
ففي مارس 2016، قام الروائي ماركوا سانتاقاتا والذي يشغل منصب بروفيسور بجامعة بيزا بدراسة فيلولوجية لكتابات فيرانتي بغرض معرفة هويتها، وخلص بحثه إلى ان فيرانتي هي مارسيلا مامو بروفيسورة درست بجامعة بيزا والتي نفت ادعاءات سانتاقانا بشدة. 
في أكتوبر 2016، قام المحقق كلاوديوا قاتي بنشر مقال على  ايل سول 24 خام  وفرانكفورتر الجماينه تسايتون. والذي اعتمد على السجلات العقارية، فخلص بحثه إلى ان فيرانتي هي مترجمة ايطالية معروفة تدعى أنيتا رجا . تصدى الوسط الأدبي بنقد لاذع للمقال باعتباره تعدي سافر للخصوصية.
في سبتمبر 2017، قام فريق من الباحثين، وعلماء في الكمبيوتر، ولغويين في جامعة بادوا، بتحليل 150 رواية كتبتها 40 روائي إيطالي من بينها 7 كتب لفيرانتي. حسب البحث يرجح أن هوية فيرانتي ترجع لكاتب يدعى دومينيكوا ستارنوني زوج أنيتا رجا.

## الأعمال المنشورة
- L'amore molesto (1992; English translation: Troubling Love, 2006)
- I giorni dell'abbandono (2002; English translation: The Days of Abandonment, 2005)
- La frantumaglia (2003; English translation Fragments, 2016)
- La figlia oscura (2006; English translation: The Lost Daughter, 2008)
- La spiaggia di notte (2007; English translation: The Beach at Night, forthcoming)
- L'amica geniale (2011; English translation: My Brilliant Friend, 2012). .
- Storia del nuovo cognome, L'amica geniale volume 2 (2012; English translation: The Story of a New Name, 2013). .
- Storia di chi fugge e di chi resta, L'amica geniale volume 3 (2013; English translation: Those Who Leave and Those Who Stay, 2014). .
- Storia della bambina perduta, L'amica geniale volume 4 (2014; English translation: The Story of the Lost Child, 2015). .

## وصلات خارجية
- إيلينا فيرانتي على موقع IMDb (الإنجليزية)
- إيلينا فيرانتي على موقع مونزينجر (الألمانية)
- إيلينا فيرانتي على موقع قاعدة بيانات الفيلم (الإنجليزية)

1. ↑  Istituto dell'Enciclopedia Italiana, Enciclopedia on line (بالإيطالية), QID:Q65921422
2. ↑  أرشيف الفنون الجميلة، QID:Q10855166
3. ↑  . 2011. {{استشهاد ويب}}: الوسيط |title= غير موجود أو فارغ (من ويكي بيانات) (مساعدة) والوسيط |مسار= غير موجود أو فارع (مساعدة)
4. 1 2  "Who Is Elena Ferrante? An Educated Guess Causes a Stir" (بالإنجليزية). Archived from the original on 2018-10-17. Retrieved 2018-11-28.
5. ↑  Jenny Turner, "The Secret Sharer. Elena Ferrante's existential fiction", Harper's Magazine, October 2014. نسخة محفوظة 04 يوليو 2018 على موقع واي باك مشين.
6. ↑  "Archived copy". مؤرشف من الأصل في 2020-03-27.{{استشهاد ويب}}:  صيانة الاستشهاد: الأرشيف كعنوان (link)
7. ↑  Elena Ferrante: Journalist defends unmasking 'anonymous' author نسخة محفوظة 17 أكتوبر 2018 على موقع واي باك مشين.
8. ↑  "Women on the Verge". The New Yorker (بالإنجليزية الأمريكية). Archived from the original on 2019-01-05. Retrieved 2018-11-28.
9. 1 2  "The NYRB's argument for doxing Elena Ferrante is not very good". The New Republic (بالإنجليزية الأمريكية). Archived from the original on 2018-10-17. Retrieved 2018-11-28.
10. ↑  "For Literary World, Unmasking Elena Ferrante Is Not A Scoop. It's A Disgrace". NPR.org (بالإنجليزية). Archived from the original on 2019-05-03. Retrieved 2018-11-28.
11. ↑  "The Ideal Marriage, According to Novels". The New Yorker (بالإنجليزية الأمريكية). Archived from the original on 2019-01-17. Retrieved 2018-11-28.
12. ↑  Ferri, Interviewed by Sandro and Sandra (2015). "Elena Ferrante, Art of Fiction No. 228". The Paris Review (بالإنجليزية). Vol. Spring 2015, no. 212. ISSN:0031-2037. Archived from the original on 2019-05-18. Retrieved 2018-11-28.
13. ↑  Università di Pisa UniMap نسخة محفوظة 23 أكتوبر 2011 على موقع واي باك مشين.
14. ↑  Gatti, Claudio. "Elena Ferrante: An Answer?". The New York Review of Books (بالإنجليزية الأمريكية). Archived from the original on 2019-04-07. Retrieved 2018-11-28.
15. ↑  "Backlash for Reporter Who 'Outs' ID of Anonymous Writer Behind Elena Ferrante" (بالإنجليزية الأمريكية). Archived from the original on 2017-10-04. Retrieved 2018-11-28.
16. ↑  "Why is the exposure of Elena Ferrante causing such outrage?". BBC News (بالإنجليزية البريطانية). 5 Oct 2016. Archived from the original on 2019-04-14. Retrieved 2018-11-28.
17. ↑  "(PDF) Elena Ferrante Unmasked". ResearchGate (بالإنجليزية). Archived from the original on 2018-06-15. Retrieved 2018-11-28.